# 高岸美里亜
高岸 美里亜（たかぎし みりあ、2月17日 - ）は、日本の女性声優。愛知県出身。ケンユウオフィス準所属。

## 略歴
テレビアニメ『超時空要塞マクロス』のキャラクター、ミリア・ファリーナから名付けられた。
3歳で英語劇を始め、中学生の頃に声優になること決意する。
talk back卒業。
2019年にソニー・ミュージックアーティスツを退所し、フリーを経て2021年にケンユウオフィスへ移籍した。

## 人物
ペットとして鳥を10羽以上飼っていたことがある。
中学生の頃、メープルシロップを食べるためカナダにホームステイをした。
保育士資格と幼稚園教諭免許を保持している。
特技はバランスボールの上に立つこと、ピンク色のものを集めること。趣味は歌うこと。
ピンク色と苺が好き。

## 出演
太字はメインキャラクター。

### テレビアニメ
2015年
- VALKYRIE DRIVE -MERMAID-（ヘクセA、ヘクセ）

2022年
- BIRDIE WING -Golf Girls' Story-（女生徒B）
- VAZZROCK THE ANIMATION（ファンB）
- BLEACH 千年血戦篇（死神）

2023年
- 氷属性男子とクールな同僚女子（子供）
- 夢見る男子は現実主義者（園田ひより、女子生徒B、井上香織）

2024年
- ポケットモンスター（2024年 - 2025年、ポピー）

2025年
- クラスの大嫌いな女子と結婚することになった。（女子生徒A、春風七海）
- アオのハコ
- アン・シャーリー（ロレッタ・ホワイト）

### Webアニメ
- ぷにるんず（2021年、あいるん、ナレーション、他15役）
- おたくちゃんズ（2023年、ぽぽ）
- iichiko story ep.3（2023年、カフェの女性客B）
- PLUTO（2023年、男の子）

### ゲーム
2014年
- Tokyo 7th シスターズ（ターシャ・ロマノフスキー）

2017年
- ゴシックは魔法乙女（アンブレット）
- ファンタジースクワッド（キリオン）
- 最終戦艦withラブリーガールズ（フューリアス）
- Murasaki7（ナオミ・カーター）

2018年
- なりきり!!ごっこランド（サイサン、明色化粧品ナレーション）

2019年
- 政剣マニフェスティア（シータ・アベ）
- 萌酒ボックス（青鳥の朝顔）
- なりきり!!ごっこランド（ファミリーサロンラッキー、市進、アットホーム、EDWIN、ファイザー、ニップンナレーション）

2020年
- ゾイドワイルド インフィニティブラスト（エミリア・カウフマン）
- マイメロディといっしょにおかいものごっこ（ナレーション）
- ぐでたまのおすしやさんごっこ（ナレーション）
- なりきり!!ごっこランド（三幸製菓、サイサンナレーション）
- XR Wonder Park（ホロ）

2021年
- 戦の海賊ｰセンノカｰ（マリア）
- moviovi（太田川千代子）

2022年
- けものフレンズ3（ライジュウ）
- ウマ娘 プリティーダービー（不良ウマ娘A）
- ユグドラ・レゾナンス（エミリー）
- エターナルリターン（ヘイズ）

2023年
- FORSPOKEN（住民）
- ドラゴンクエスト チャンピオンズ（主人公〈タイプB・無口〉）
- ポケモンマスターズEX（イブ〈ポケモンごっこ〉）

2024年
- アズールレーン（フルーレ）

### ドラマCD
- 知多娘。ドラマCD vol.1 常滑（2017年、太田川千代子）
- らせんかいろ～Step Up～（2017年、アリ）
- マドリガル・ステージ サウンドドラマシリーズvol.1（2018年、星野まりあ、野苺ひなの）
- ミステリイーター！ドラマCD湯けむりと消えた旅行客の謎（2020年、千条知智）
- 黒子のバスケ THANKS DISC ～10th Anniversary～（2023年、少年、主婦、少女）

### 吹き替え

#### 映画
- ディア・エヴァン・ハンセン（2022年、投稿者1、投稿者14、バス停女子2）

#### ドラマ
- マジック ベイクオフ（2022年、マイリー）

#### アニメ
- キャッチ!ティニピン（朝鮮語版）（2022年 - 2023年、サラ）
- ブリッピワンダーズ（2022年、シェリーポップ）
- ミッキーマウス ファンハウス（2023年、ガーティー）
- メカアマト（2023年、コンチョL）
- スター・ウォーズ:ヤング・ジェダイ・アドベンチャー（2023年、プリンセス・イナヤ）

### ナレーション
- ヒューマンアカデミー ラジオCMナレーション（2013年）
- 小学館「大井川鐵道 トーマスごうとなかまい～っぱい！」DVDキャラクターナレーション（2021年）
- カワダ「たまつむバランス」PVナレーション（2021年）
- 名校教育「日本で進学するための総合日本語 文法と表現」ナレーション（2021年）
- J:COM「第14回おだわらキッズマラソン大会」番組ナレーション（2022年）
- コーエーテクモゲームス「KOEI TECMO SPOT」CMナレーション（2022年）
- コーエーテクモゲームス「コーエーテクモ アプリ」CMナレーション（2022年）

### デジタルコミック
- アメノフル（2021年、水瀬ツムギ）
- ドM女子とがっかり女王様（2021年、中村さよ）

### CM・PV
- ミステリイーター！シリーズプロモーションムービー（2021年、千条知智）
- 私立ディスガイア学園（2022年 - 2023年、キョンシー）

### 舞台
- 舞台「放課後ワンダーランド☆」＠上野ストアハウス（2017年、市川ありす）
- 朗読劇「雪の女王～Love Is An     Instinct～」＠八丁堀スタジオ（2017年、ゲルダ）
- 朗読劇「永遠のガーベラ」＠シアター・バビロンの流れのほとりにて   （2017年、神崎飛香）
- 朗読劇「りーでぃんぐ☆ぱーてぃーvol.2」＠新宿シアターブラッツ（2018年、岸川美智留）
- 音楽朗読劇「動物と話せる不思議なチケット」＠APOCシアター（2018年、ナレーション）
- 朗読劇「思春期ビターチェンジ」＠築地本願寺ブディストホール（2019年、アンサンブル）
- 朗読劇 ほんまる。「judgement～泡沫ニ映ス胡蝶ノ夢～」＠武蔵野芸能劇場 小劇場（2019年、紅井可憐）
- 朗読劇「Dream Lesson〜2020in FUKUOKA〜」＠あるあるCityホール（2020年、れな）
- リーディングライブ ことだま屋本舗「闇狩人Δ」＠GOTANDA G2（2021年、杉崎将子）
- 朗読劇「匣の中」＠GOTANDA G2（2021年、フィリア）
- 舞台「愛を探す怪物」＠中目黒キンケロ・シアター（2021年、リオ）
- リーディング公演 トライディア「異世界行ったら、すでに妹が魔王として君臨していた話。」＠北とぴあ 王子ドームホール（2022年、ボイス、おいも）

### ラジオ
- 知多娘。ステーション（2013年 - 2018年、メディアスFM83.4） - パーソナリティ
- マドリガル・ラジオ（2019年、響ラジオステーション） - パーソナリティ

### 映像商品
- Tokyo 7th シスターズ Live- NANASUTA L-I-V-E！！- in PIA ARENA MM（2022年2月）
- Tokyo 7th シスターズ Live Tokyo-7th FESTIVAL in Ryogoku Kokugikan（2022年11月）
- Tokyo 7th シスターズ 6+7+8th Anniversary Live Along the way（2023年）

### その他コンテンツ
- NHK Eテレ『Rの法則』「R's声優スタジアム」（2013年）
- 名鉄常滑線全線開通100周年記念式典 MC（2013年）
- 太田川イルミネーションパーティー MC（2013年）
- 知多娘。ラッピングリニモ（2014年）
- 愛知県警 一日警察官（2014年）
- 大地の丘 夏まつり2014 MC（2014年）
- 太田川ホットサマーガーデン MC（2014年）
- 音楽ユニットSHIROBACO歌タマプロジェクト（2015年 -2017年、リル・シーニュ）
- アニソンクラブ×NEXT!!vol.03＠町田CRAGE MC（2017年）
- アニソンクラブ×NEXT!!vol.21＠町田CRAGE MC（2019年）
- 遊技機ハイパーブラックジャック（2020年、システムナレーション、英語ナレーション）

## ディスコグラフィ

### キャラクターソング
| 発売日        | 商品名             | 歌             | 楽曲                     | 備考                                 |
| ------------- | ------------------ | -------------- | ------------------------ | ------------------------------------ |
| 2020年2月12日 | Fall in Love       | SEASON OF LOVE | 「Fall in Love」         | ゲーム『Tokyo 7th シスターズ』関連曲 |
| 2020年2月12日 | Fall in Love       | コドモ連合     | 「コドーモ・デ・ヒーロ」 | ゲーム『Tokyo 7th シスターズ』関連曲 |
| 2022年6月28日 | 陽だまりの世界地図 | SEASON OF LOVE | 「陽だまりの世界地図」   | ゲーム『Tokyo 7th シスターズ』関連曲 |

### ユニットメンバー
1. 1 2 3  有栖シラユキ（北奈つき）、星柿マノン（山岡ゆり）、ターシャ・ロマノフスキー（高岸美里亜）、晴海シンジュ（桑原由気）